# 民事訴訟法
民事訴訟法（英語：Civil Procedure），是以民事實體法上權利實現及救濟為目的所制定的法律。民事訴訟如同刑事訴訟、行政訴訟一樣，都是透過國家所設立的法院來進行的訴訟程序，僅是依其所針對事務的不同，而將其劃歸為此三大類。刑事訴訟重在國家刑罰權的實現，藉由刑事訴訟對於犯罪行為進行追訴並加以處罰；行政訴訟則重在救濟國家行政機關行使公權力時所產生的錯誤。而所謂的「民事訴訟」乃指民事法院依當事人之請求，就民事紛爭事件利用國家公權力強制解決之程序。而須注意的是，民事訴訟法中規範的對象主要是針對民事訴訟的開始（起訴）、進行（審理）、終結（判決）之部分，另外就保全程序的部分亦是在民事訴訟法中加以規定，而就訴訟終結後的執行問題則是屬於強制執行法的問題。

## 制度目的
就民事訴訟法的制度目的，目前眾說紛紜，但大致可分為下列幾說：
- 權利保護說：

採「權利保護說」者認為，民事訴訟法之目的乃為了保護個人私法上權利而設。
- 維持私法秩序說：

採「維持私法秩序說」的人則認為，民事訴訟法乃是國家所制定，用以維持並調整私法關係，進以維持私法法律秩序。
- 紛爭解決說：

採紛爭解決說的學者認為，從人類發展的歷史觀之，民事訴訟法的發展應該是人類社會先有紛爭出現，接著在解決大量的個案紛爭後，綜合各種爭訟的處理方式進而形成一套法律制度，並利用此制度來解決之後所會產生的私法上紛爭，所以民事訴訟法的目的自始以來便是為了解決紛爭而存在；而紛爭解決說乃是日本二次大戰後的通說。
- 多元目的說：

本說認為，民事訴訟不應該只有單一目的，其存在的目的包含了「解決私法紛爭」、「維持私法秩序」、「保護私法權利」在內，而不應該僅偏重於其中一者。
- 棄置訴訟目的說：

有鑑於上述就民事訴訟法目的的討論皆太過於抽相，對於具體法律訟爭的解決並無法直接運用，因此本說認為沒有必要太過深入去探討民事訴訟的目的，此即所謂的「棄置訴訟目的說」。
- 法尋求及信賴真實說：

此說謂，上述僅以保護實體利益之角度出發，而忽略程序利益。是以，憲法在承認國民主權之同時，既亦保障人民享有自由權、財產權及生存權等基本權，又承認人民有訴訟權，設司法使其依「法」裁判當事人間之法律上爭訟，故民事訴訟之目的，即應為此「法」之尋求/發現/提示，而應採法尋求說。且此所尋求之法，不應僅只再訴訟外客觀據以判定某私權存否時所適用之實體法規範，而應指存在於實體利益與程序利益之平衡點上的「法」。同樣列於兼顧當事人實體利益及程序利益之觀點，就民事事實審理制制度之目的，法院應踐行心證公開、表明法律見解、催促活動等信賴程序，始當事人得預測審理狀況，並充分了解因訴訟程序之進行與否及審理方式之異同，可能獲致之實體利益及程序利益各為何，得以衡量比較實體及程序上利害之機會，確定擲得當事人信賴之真實，而採信賴真實說。。

## 基本原則

### 處分權主義
基於私法自治原則，當事人可以自由處分其私法上的權利。故當就私法上的權利發生爭執時，當事人起訴與否，在什麼範圍內對於何人起訴，以及於何種情況下終結訴訟，原則上亦應該由當事人主導控制，而非法院公權力可以代為主張。因此除了解決紛爭的方式可以由當事人自行決之以外，對於審判對象，亦即訴訟標的的範圍及內容亦由當事人自行決定以尊重其程序主體權及程序處分權。與此相反的稱之為「職權調查主義」，其在各方面皆強調法院有控制的權限，而是基於公益（譬如說，在人事訴訟程序中，法院便有較多的控制權限）或是事件的性質（譬如說，非訴事件中幾乎完全排除處分權主義的適用。）而不適用處分權主義，改用職權調查主義。以下就處分權主義主要表現的三個方面說明：

#### 訴訟程序的開始
訴訟的開始，必是因為當事人的起訴行為所致，若無起訴，則民事訴訟程序將無法開始，法諺中所謂「無訴，即無裁判」、「無原告，則無法官」、以及所謂的「不告不理原則」便是處分權主義在程序開始時的表現。

#### 訴訟程序的範圍
關於訴訟程序是對何人進行（當事人）、應該接受審判的範圍為何（訴訟標的）皆應由當事人來加以劃定，法院應該受到當事人意思的拘束，若法院就當事人所未聲明的事項下判決，將會造成「訴外裁判」的情況發生。

#### 訴訟程序的終結
而就訴訟的終結，亦可以由當事人來加以控制，當事人可以自由的撤回該訴訟或是上訴，亦能在訴訟中進行捨棄、認諾、訴訟上和解的行為。

### 辯論主義
辯論主義（Verhandlungsmaxime）一詞，是1801 年德國民訴法學者Nikolaus Thaddäus Gönner（1764－1827）首次使用，用以對照職權主義之概念，指成為裁判之基本的訴訟資料，以專由當事人提出，並且，法院應本於當事人所提出之資料裁判之主義（原則）。其主要在處理的便是證據和事實由誰提出的問題。在辯論主義之下，當事人必須要在審理程序中主動提出事實和證據資料，法院處於一個被動的狀態，必須要當事人有提出之訴訟資料才能加以審酌，而不能主動調查。辯論主義若從權能的角度觀之，法官得用何種事實、證據來判斷訴訟標的法律關係的存否，控制在當事人的手中。而若從責任的角度觀之，則事實的主張和證據的提出乃當事人的責任，因未提出或未主張而導致的不利益均應由當事人承擔。而與此相反的則是「職權探知主義」，其主要適用的對象通常與公益或事件的本質有關，此時法院對於證據的提出與調查將擁有較大的控制權限，但是對於當事人的程序保障仍然需要顧及。

#### 依據
關於辯論主義的依據，主要有下列三種說法：
本質說
本質說者認為，在私法自治的原則下，當事人可以就訴訟標的法律關係加以控制，所以對於控判斷此訴訟標的法律關係存否的基礎資料自然亦有控制的權限，可以自己決定是否要提出，必須要尊重當事人的意思。
手段說
手段說則認為，在人類歷史的發展過程中，對於發現真實這件事，最好的方式便是利用對於這個紛爭利害關係最強烈之人，其所欲求勝的「利己心」，故將此責任加諸於兩造當事人身上時，便會產出最多的基礎資料予法院發現真實。因為當事人將會盡力蒐集對自己有利的訴訟資料，當事人雙方所提出的訴訟資料將較國家的法院系統去調查資料來的豐富和充實，所以國家對於和公益不甚相關的事件不宜負擔此等訴訟資料蒐集的工作。
防止突襲性裁判說
本說認為，當事實和證據的提出皆能由當事人加以控制時，就比較不會發生法院依循當事人所未意識到的訴訟基礎資料作為判決基礎。因為若法院使用當事人所未提出的東西做為判斷基礎時，當事人無法意識到法院將如何做出判斷，而於程序中便沒有機會提出可以影響法官判斷的攻擊防禦方法，此時將可能造成突襲性裁判，故採用辯論主義將能夠防止突襲性裁判的發生。
多元說
採此說者認為，辯論主義並無法僅以上面的單一一說加以解釋，應該包含了上面各說，進行綜合解釋，故辯論主義的採行除了是尊重私法自治（本質說）以外，尚包括對真實發現效率的重視（手段說），而且可以防止突襲性裁判（防止突襲性裁判說），並促使國民對公平裁判信賴之確保等等目的之達成。

#### 三大命題
第一命題（當事人的事實提出責任）

當事人所未主張的事實，法院不得引為裁判基礎。

辯論主義的第一命題主要是在處理事實提出的問題，其認為，法院須就其所認定之事實適用法律，事實必須由當事人於言詞辯論時提出，當事人未提出或陳述之事實，法院不得用於判決內容，當事人提出之事實，有利於己者，亦有不利於己者，非於辯論中經當事人主張不可，否則法院不得加以審酌。而在此的事實僅限於「主要事實」，就間接事實及輔助事實則不包含在內，因為間接事實和證據具有等價性，其存在的目的皆是為了判斷主要事實的存否。且法官調查證據的目的便是為了判斷主要事實的存在與否，若因為當事人未主張而導致法官不能拿來做為推論主要事實的依據，則會對法官在「自由心證主義」下認定主要事實產生不必要的妨礙。
第二命題（自認的拘束性）

當事人所不爭執的事實，法院必須引為裁判基礎。

辯論主義的第二命題則是在處理當事人自認的效果，當事人於訴訟上所為之自認，於辯論主義所行之範圍內有拘束法院之效力，法院自應認當事人自認之事實為真，以之為裁判之基礎。而所謂的「自認」即當事人就他造當事人所主張不利於己之事實予以承認，例如，於返還消費借貸訴訟中，原告主張「曾將系爭借款100 萬元交付被告」，被告亦承認「自原告處受領100 萬元」，即使法院依所得證據認「原告實際上未曾交付被告100萬元之可能性極高」，仍必須認定被告有自原告處收受100萬元之事實。在此之「自認」包含了「擬制自認」，亦即當事人對於該不利於己的事實不爭執時，視同自認。
第三命題（職權調查證據之禁止）

當事人未聲明調查的證據，法院不得依職權加以調查。

辯論主義的第三命題是針對調查證據的部分，在辯論主義之下，法院僅能調查當事人聲明調查的證據，就當事人未聲明的部分不能加以調查。至於證據無論由何造當事人提出，法院因當事人一方聲請調查證據之結果，非僅是為聲請調查之一方，對造亦得要求作為證據資料，只要證據調查完畢，即不能撤回證據聲明。

#### 辯論主義的緩和
由於辯論主義的採行，故法院僅能被動的就當事人所提出的訴訟資料加以審理，關於訴訟中所有的證據資料都必須由當事人主動提出，法院才能審酌。然而在不採律師強制代理的情況下，當事人往往可能對於法律不甚熟稔，或是因為缺乏訴訟經驗而沒有提出關鍵且充分的訴訟資料，進而可能會遭致敗訴的下場，所以學者認為應該透過下列的方式加以補救：
- 闡明權（義務）的加入

就闡明權（義務）的行使，中華民國的民事訴訟法主要是規定在第199條及199條之1。在法院認為雙方當事人在訴訟進行中所為的陳述或是主張，有不明瞭或是不完備的狀況下，可以主動的對當事人進行「闡明」，使當事人能夠有補充的機會，並進而使其所提出的訴訟資料及主張更佳的完備。然而就第199條之1的部分似乎已經破壞了辯論主義的本質，故最高法院於93年台上18號判決中對該條加以限縮解釋，其認為：「民事訴訟法為擴大訴訟制度解決紛爭之功能，就審判長闡明權之行使，固於八十九年二月間增訂第一百九十九條之一之規定，然仍以原告『已』陳述之事實及其聲明，於實體法上得主張數項法律關係而原告不知主張時，審判長始須曉諭原告於該訴訟程序中併予主張，以便當事人得利用同一訴訟程序徹底解決紛爭。倘原告於事實審未為該陳述及聲明，縱各該事實與其已主張之訴訟標的法律關係有關，本於當事人處分權主義及辯論主義，審判長仍無闡明之義務。」
- 真實及完全義務

基於訴訟法上的誠信原則，當事人就其本身所提出的證據及事實有所謂真實及完全義務，亦即當事人對其所提出的證據和主張必須要符合真實狀態，且不論有利與不利都應該提出於法庭之上，而不可以僅提出有利於己，而迴避不利於己的訴訟資料。如此一來當事人所不知的訴訟資料亦可藉由他造的真實及完全提出而獲得補充與救濟。就此真實與完全義務中華民國民事訴訟法是規定在第195條，但是關於此條的違反於中華民國的民事訴訟法中並無相關的制裁規定。
- 例外採職權調查

在當事人所舉出的證據資料沒有辦法讓法院獲得心證時，法院基於發現真實的需要，可以例外的依職權調查證據，並藉此來對於當事人沒有能力提出有力且充足的證據資料之情形加以救濟。中華民國的民事訴訟法於288條第1項中便規定：「法院不能依當事人聲明之證據而得心證，為發現真實認為必要時，得依職權調查證據。」然而當事人之舉證責任，並不因之而減輕，故因未盡舉證責任致受敗訴判決之當事人，不得以法院未行使此職權為上訴之理由。

## 訴訟種類
訴訟的種類，依原告聲明的不同，可以分為給付之訴、確認之訴、形成之訴。

### 給付之訴
現在給付之訴
此種訴訟是原告於起訴狀中載明請求法院判命被告為一定之給付。而其理由為被告之給付義務在事實審言詞辯論終結前業經發生者。與此訴訟相對之法院判決，即為現在給付判決。
將來給付之訴
此種訴訟是原告於起訴時，其請求之權利尚未生效或未得以履行原本將因為不符合起訴要件之權利保護必要，而應依民事訴訟法249條判決或裁定駁回原告之訴。但如果符合民事訴訟法246條規定：「請求將來給付之訴，已有譽為請求之必要者為限，得提起之。」，則可以提起之。由此可知將來給付之訴，意謂債權業已確定存在，但其請求權未屆期並有債務人不為履行的可能，方能提出之。

### 確認之訴
確認之訴非原告有即受確認判決之法律上利益者，不得提起。所謂即受確認判決之法律上利益，係指法律關係之存否不明確，原告主觀上認其在法律上之地位有不安之狀態存在，且此種不安之狀態，能以確認判決將之除去者而言，若縱經法院判決確認，亦不能除去其不安之狀態者，即難認有受確認判決之法律上利益。
積極確認之訴
消極確認之訴

### 程序法
- 刑事訴訟法
- 行政訴訟法
- 行政程序法
- 強制執行法
- 非訟事件法

### 各國民事訴訟程序
- 中華民國民事訴訟
- 中華人民共和國民事訴訟
- 日本民事訴訟
- 韓國民事訴訟
- 德國民事訴訟
- 法國民事訴訟
- 西班牙民事訴訟

### 相關概念
- 訴訟標的
- 闡明權

### 其它
- 國家法律評論 (The National Law Review)

## 外部連結
- 李木貴法官の民事訴訟法教室
- （日語）民事訴訟法講義（栗田隆氏）
- Civil Procedure Rules applying to England and Wales （页面存档备份，存于）
- Complete text of Federal Rules of Civil Procedure (Cornell Univ.) （页面存档备份，存于）
- Rhode Island Civil Court Rules of Procedure - Optimized by a Constable from the law library at the 6th District Court of Rhode Island